# دبلیودبلیو ارابه‌ران
دبلیودبلیو ارابه‌ران یک ستاره است که در صورت فلکی ارابه‌ران قرار دارد.